# Jan Wiedner
Jan Wiedner (* 29. října 1981) je český basketbalista hrající Národní basketbalovou ligu za Brněnský basketbalový klub. Hraje na pozici křídla.
Je vysoký 199 cm, váží 95 kg.

## Kariéra
- 2001 - 2006 : BK Děčín
- 2006 - 2006 : BK Sadská
- 2006 - 2007 : Brněnský basketbalový klub

## Statistiky
| Sezóna   | Soutěž      | Odehrané minuty | Průměr na zápas | Body | Průměr na zápas |
| -------- | ----------- | --------------- | --------------- | ---- | --------------- |
| 2001/02  | Mattoni NBL | 383.3           | 17.4            | 118  | 5.4             |
| 2002/03  | Mattoni NBL | 327.1           | 12.6            | 123  | 4.7             |
| 2003/04  | Mattoni NBL | 720.4           | 20.6            | 280  | 8.0             |
| 2004/05  | Mattoni NBL | 658.7           | 22.0            | 202  | 6.7             |
| 2004/05  | Český pohár | 28.6            | 28.6            | 6    | 6.0             |
| 2005/06  | Mattoni NBL | 399.8           | 19.0            | 130  | 6.2             |
| 2006/07* | Mattoni NBL | 363.1           | 20.2            | 103  | 5.7             |

 *Rozehraná sezóna - údaje k 20.1.2007 